# Stefan-Zahl
Die Stefan-Zahl {\displaystyle {\mathit {St}}} ist eine dimensionslose Kennzahl, definiert als das Verhältnis von thermischer Energie (früher "fühlbare Wärme" genannt) zur Phasenwechselenthalpie (früher "latente Wärme" genannt):
{\displaystyle {\mathit {St}}={\frac {c\cdot (T-T_{m})}{h}}}
Hier bezeichnet {\displaystyle c} die spezifische Wärmekapazität, {\displaystyle T_{m}} die Schmelztemperatur, und {\displaystyle h} die Phasenwechselenthalpie. Die Kennzahl ist nützlich zur Charakterisierung von Problemen mit Phasenübergängen und ist benannt nach dem Physiker Josef Stefan.
Das Reziproke der Stefan-Zahl wird als Phasenübergangszahl {\displaystyle {\mathit {Ph}}} bezeichnet.
{\displaystyle {\mathit {Ph}}={\frac {1}{St}}}
Als Äquivalent zur Stefan-Zahl für Verdampfung und Kondensation wird im Allgemeinen die Jakob-Zahl verwendet.